# Juan Gil de Hontañón
Juan Gil de Hontañón (Rasines, 1480 – Salamanca, 11 maggio 1526) è stato un architetto spagnolo.

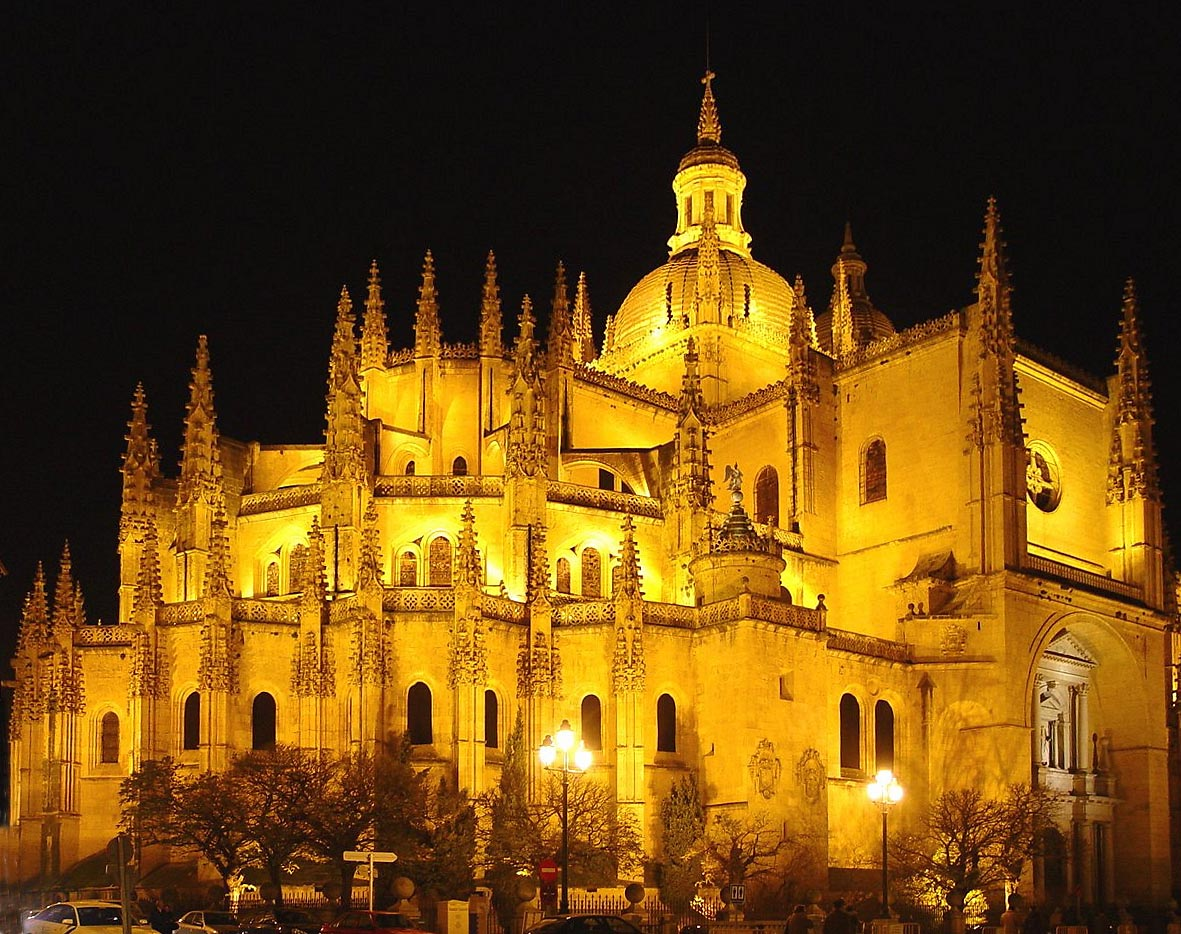
Cattedrale di Segovia

Fu il primo di una serie familiare di architetti del XVI secolo.
Le sue prime opere furono compiute a Segovia, associate alla scuola di Juan Guas. Intervenne nella cattedrale, nel castello di Turégano, in vari monasteri e nella cattedrale di Palencia. Trasferito a Salamanca, fu incaricato come capocantiere delle opere di costruzione della Cattedrale Nuova nel 1512 e, un anno dopo, ricevette analogo incarico per la cattedrale di Siviglia fino al 1516. Negli ultimi anni della sua vita fu nuovamente attivo a Segovia e anche a Zamora e a Granada.
I figli Rodrigo Gil de Hontañón e Juan Gil de Hontañón continuarono alcune delle sue opere.